# Nostra Signora di Lourdes

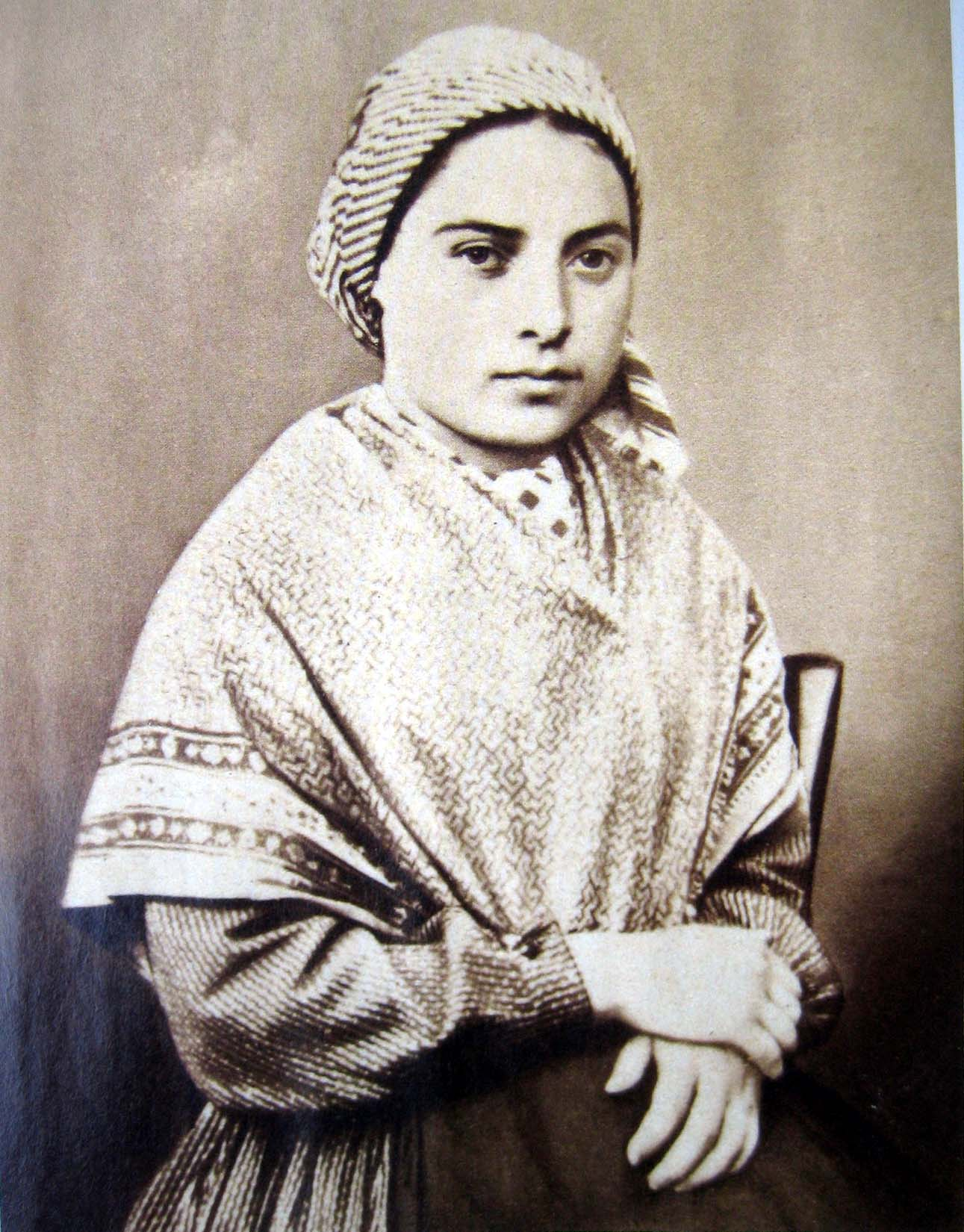
Bernadette Soubirous

Nostra Signora di Lourdes (o Immacolata Concezione di Lourdes o, più semplicemente, Madonna di Lourdes) è l'appellativo con cui la Chiesa cattolica venera Maria in seguito alle apparizioni avute nel 1858 da Bernadette Soubirous.

## Descrizione
Il nome della località si riferisce al comune francese di Lourdes, nel cui territorio - tra l'11 febbraio e il 16 luglio 1858 - la giovane Bernadette Soubirous, contadina quattordicenne del luogo, riferì di aver assistito a diciotto apparizioni di una "bella signora" in una grotta presente alla base di una parete rocciosa chiamata "roccia di Massabielle", di fronte alla quale scorre il fiume Gave. A proposito della prima apparizione, la giovane affermò:
Questa immagine della Vergine, vestita di bianco, con una cintura azzurra che le cingeva la vita e una rosa gialla per piede, è poi entrata nell'iconografia classica.
Nel luogo indicato da Bernadette come teatro delle apparizioni fu posta nel 1864 una statua della Madonna. Intorno alla grotta delle apparizioni è andato nel tempo sviluppandosi un imponente santuario.
Attorno al luogo di culto si è ampliato successivamente un importante movimento di pellegrini. Si calcola che oltre settecento milioni di persone abbiano visitato il Santuario di Lourdes.

## Il racconto di Bernadette
Dettaglio delle diciotto apparizioni, secondo il racconto di Bernadette:
- 11 febbraio 1858: prima apparizione. Bernadette raggiunge Massabielle per raccogliere legna in compagnia di una sorella e di un'amica. Intenta a levarsi le calze per attraversare il fiume Gave, ode una sorta di suono di vento e volgendo lo sguardo verso la grotta vede una signora misteriosa. Lei stessa riferirà poi: "Ho visto una signora vestita di bianco. Indossava un abito bianco, un velo bianco, una cintura blu ed una rosa gialla su ogni piede". Bernadette, dopo aver fatto il segno della croce, si unisce a lei nella recita del rosario. Al termine della preghiera, la signora svanisce improvvisamente[5];
- 14 febbraio 1858: seconda apparizione. Bernadette chiede insistentemente alla madre di poter tornare alla grotta, perché interiormente sente di dover tornare, e la madre cede. La ragazzina, dopo aver recitato una decina del rosario davanti alla grotta, vede la signora misteriosa. Bernadette le getta dell'acqua benedetta e la signora, sorridendo, inchina la testa. Poi, dopo aver concluso la recita del rosario, scompare;
- 18 febbraio 1858: terza apparizione. Per la prima volta la signora rivolge la parola a Bernadette, che le porge una penna e un pezzo di carta, chiedendole di scrivere il suo nome. La signora le risponde: "Non è necessario", poi continua: "Non vi prometto di rendervi felice in questo mondo ma nell'altro.[6] Potete avere la gentilezza di venire qui per quindici giorni?";
- 19 febbraio 1858: quarta apparizione. Bernadette si reca alla grotta con una candela benedetta;
- 20 febbraio 1858: quinta apparizione. La signora insegna a Bernadette una preghiera personale. Al termine dell'apparizione la ragazzina è pervasa da tristezza;
- 21 febbraio 1858: sesta apparizione. La voce si è sparsa e Bernadette viene seguita alla grotta da circa cento persone. Di buon mattino la signora appare a Bernadette, che alla fine è interrogata dal commissario di polizia Jacomet, che vorrebbe sapere tutto quel che ha visto, mentre la ragazzina riferisce solo "Aquerò" (Quella là);
- 23 febbraio 1858: settima apparizione. Bernadette, con circa 150 persone, raggiunge la grotta dove riceve un segreto dalla signora (solamente per sé stessa);
- 24 febbraio 1858: ottava apparizione. La signora si rivolge a Bernadette dicendole: "Penitenza! Penitenza! Penitenza! Pregate Dio per i peccatori! Bacerete la terra in espiazione dei peccatori!";
- 25 febbraio 1858: nona apparizione. Bernadette è accompagnata da circa 300 persone. Su richiesta della signora, Bernadette scava con le mani nel terreno melmoso e trova, non subito, una sorgente d'acqua. Bernadette riferisce: "Lei mi ha detto di andare a bere alla fonte (...) Trovai soltanto un po' di acqua fangosa. Alla quarta prova potei bere. Lei mi ha fatto anche mangiare dell'erba che si trovava vicino alla sorgente. Quindi la visione scomparve. E poi me ne andai". Dinanzi alla folla che le dice: "Sai che ti credono pazza facendo cose simili?" lei risponde semplicemente: "È per i peccatori";
- 27 febbraio 1858: decima apparizione. Bernadette beve l'acqua della fonte e compie gesti di penitenza. L'apparizione è silenziosa. Assistono circa 800 persone;
- 28 febbraio 1858: undicesima apparizione. Bernadette prega, bacia la terra e cammina in ginocchio in segno di penitenza. Sono presenti circa 1.000 persone. Alla fine dell'apparizione viene portata a casa del giudice Ribes, che minaccia di condurla in prigione;
- 1º marzo 1858: dodicesima apparizione. È presente per la prima volta un sacerdote, insieme ad altre 1.500 persone circa. Nella notte si verifica il primo presunto miracolo: una donna, Caterina Latapie, di Loubajac, immerge il suo braccio slogato nell'acqua della fonte riacquistando la mobilità dell'arto;
- 2 marzo 1858: tredicesima apparizione. La signora, rivolgendosi a Bernadette, dice: "Dite ai sacerdoti che si venga qui in processione e che si costruisca una cappella". Bernadette riferisce la richiesta al parroco di Lourdes, il sacerdote Peyramale, che però è interessato solo a un'unica informazione: il nome della signora. Inoltre pretende una prova: veder fiorire il roseto (di rose canine) della grotta in pieno inverno;
- 3 marzo 1858: quattordicesima apparizione. Di buon mattino Bernadette si reca alla grotta, attorniata da circa 3.000 persone. Tuttavia l'apparizione non avviene. Dopo la scuola, però, Bernadette sente l'invito interiore della signora: si reca nuovamente alla grotta e le chiede il suo nome. La signora risponde con un sorriso. Il parroco insiste: "Se la signora desidera realmente una cappella, che dica il suo nome e che faccia fiorire il roseto della grotta";
- 4 marzo 1858: quindicesima apparizione. Essendo l'ultimo giorno della quindicina, le circa 8.000 persone presenti attendono un miracolo. Invece la visione è silenziosa. Il parroco Peyramale rimane fermo sulla sua posizione. Nei seguenti 20 giorni, Bernadette, non sentendo più l'invito interiore della signora, non si reca più alla grotta;
- 25 marzo 1858: sedicesima apparizione. Finalmente la signora, anche se il roseto non fiorisce, rivela il suo nome, rispondendo alla domanda con queste parole pronunciate in dialetto guascone, l'unica lingua che Bernadette comprende:

La ragazzina se ne va correndo e, durante il cammino, ripete in continuazione le parole ascoltate, che per lei sono incomprensibili. La frase emoziona e impressiona il parroco. Bernadette ignorava l'espressione teologica che descrive la Vergine. Solo quattro anni prima, nel 1854, papa Pio IX ne aveva fatto un dogma della fede cattolica. Bernadette riferì: "Lei alzò gli occhi al cielo, unendo, in segno di preghiera, le Sue mani che erano tese e aperte verso la Terra, e mi disse: «Io sono l'Immacolata Concezione»;
- 7 aprile 1858: diciassettesima apparizione. Bernadette tiene in mano una candela accesa, la cui fiamma avvolge a lungo la sua mano senza bruciarla. Tale episodio è constatato da un medico presente all'apparizione, il dottor Pierre Romaine Dozous, scettico e agnostico che, terminata l'apparizione, avvicina una fiamma alla mano priva di ustioni di Bernadette, che subito si brucia e grida: l'episodio provocherà la repentina conversione del medico[7];
- 16 luglio 1858: diciottesima apparizione. Bernadette sente ancora la misteriosa chiamata interiore a raggiungere la grotta. Intanto però la polizia ha vietato l'accesso e chiuso l'area della grotta con un'inferriata. Bernadette si reca allora sulla sponda opposta del Gave, di fronte alla grotta, nella prateria. Dichiara tuttavia di aver visto la signora vicina come le altre volte, come se fosse stata davanti alla grotta. Precisamente riferisce: "Mi sembrava di essere dinanzi alla grotta, alla stessa distanza delle altre volte, io vedevo soltanto la Vergine, non l'ho mai vista così Bella!".

## I miracoli e le conversioni
Ogni anno a Lourdes si verificano più di cento guarigioni, in centocinquant'anni ne sono state dichiarate ufficialmente circa settemilacinquecento, di queste oltre duemila sono state giudicate inspiegabili, ma solo settantadue sono state riconosciute dalla Chiesa cattolica come miracolose.
Oltre alle guarigioni si verificano a Lourdes anche conversioni, la più nota è forse quella di Giovanbattista Tomassi, che all'epoca aveva ventidue anni, dei quali gli ultimi dieci trascorsi in carrozzella per una grave forma di artrite: è deciso, se non ottiene la guarigione, a uccidersi davanti alla grotta. Non ottiene il miracolo, ma improvvisamente rinuncia al suo proposito e decide di fondare un'associazione per il trasporto dei malati: nel 1903 nasce l'Unitalsi.

## Il dibattito sulle apparizioni

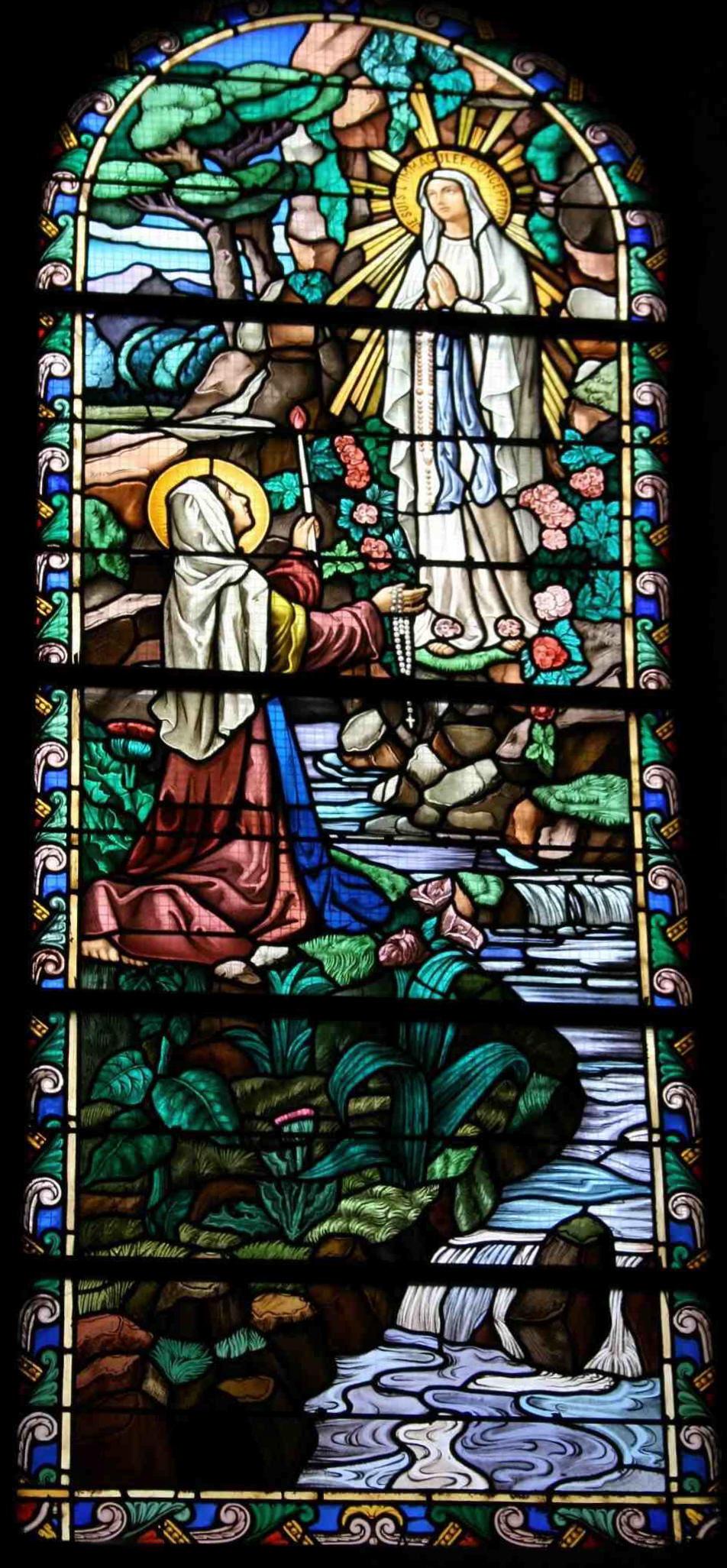
Vetrata della chiesa di Notre Dame di Bonneval raffigurante un'apparizione.

Il racconto delle apparizioni scatenò una contesa tra scettici e tra chi subito credette all'autenticità delle apparizioni. La contesa non era un qualcosa tra la Chiesa cattolica e il suo esterno, ma innanzitutto all'interno della stessa Chiesa. Secondo uno schema che si è sempre manifestato nella storia della Chiesa e anzi anche dell'antico Israele, compresa la stessa esperienza di Gesù di Nazareth, i racconti delle presunte manifestazioni del soprannaturale e/o di santità suscitano sempre una duplice e opposta reazione nel seno stesso dei credenti. I fatti di Lourdes si inserirono poi in un'epoca in cui la Francia era capofila della revisione dell'atteggiamento statale nei confronti della fede (nel 1858 era al potere l'imperatore Luigi Napoleone, che peraltro fino al 3 settembre 1870 fu il principale ostacolo sulla strada della liberazione di Roma; ai tempi vigeva il Concordato tra Stato e Chiesa cattolica del 1801, che sarebbe rimasto in vigore fino al 1905; la legge di separazione delle Chiese dallo Stato del 9 dicembre 1905 sarebbe entrata in vigore il 1 gennaio 1906; il Concordato del 1801 in Alsazia e Mosella non è mai stato abrogato, poiché tali territori nel 1906 erano occupati dall'Impero tedesco; la Costituzione della Quarta Repubblica del 27 ottobre 1946 avrebbe costituzionalizzato per la prima volta, all'articolo 1,  l'aggettivo laico a proposito dello Stato con l'affermazione: "La Francia è una Repubblica indivisibile, laica, democratica e sociale"; la nozione fu confermata negli stessi termini nell'articolo 1 della Costituzione della Quinta Repubblica del 4 ottobre 1958).
Molti giornali dell'epoca trattarono le apparizioni di Massabielle come un sintomo di pazzia della veggente. A parere di taluni, invece, le apparizioni della "bella signora" sarebbero state suggerite alla ragazzina dall'abate Aravent (fratello della sua nutrice), allo scopo di togliere dai guai il padre, unico sostegno della poverissima famiglia di Bernadette, gravato dalle conseguenze di una denuncia a suo carico per furto di due sacchi di farina, denuncia in seguito risultata di fatto non fondata. Accuse che contrastano con il fatto che la veggente fece poi vita povera e ritirata in un monastero di clausura; malgrado ciò nacque ben presto un grande movimento di pellegrinaggio.
Sull'argomento fu sollevato un dibattito, agli inizi del Novecento, intorno all'ipotesi che le presunte apparizioni fossero in realtà parte di un evento organizzato da alcuni soggetti, interessati a sfruttare la credulità popolare dell'epoca per un tornaconto di tipo economico o politico, sfruttando l'attrattiva del fenomeno "miracoloso". Il dibattito si sviluppò anche a causa del presunto rinvenimento di una nota di servizio ufficiale (pubblicata nel 1906 dal cattolico modernista ed anticlericale Jean de Bonnefon nel suo "Lourdes e i suoi tenutari") del procuratore generale di Pau Pierre Claude Falconnet al procuratore imperiale presso il tribunale di Lourdes Vital Dutour, datata 28 dicembre 1857 (45 giorni prima delle prime "apparizioni"), dove il procuratore avrebbe scritto che era «informato che si stanno preparando, a Lourdes, delle manifestazioni simulanti un carattere sovrannaturale e miracoloso». La lettera, non presente negli Archivi nazionali francesi e di cui non è mai stato rinvenuto l'originale (Bonnefon affermò di averla ricevuta soltanto in copia da un "intermediario" anonimo), è stata tacciata di falso da numerosi autori come René Laurentin e Georges Bertrin, che hanno fatto notare come essa sia contraddetta da documenti accertati di data successiva e come le formule in essa usate siano contrarie agli usi amministrativi del Secondo Impero francese.
Il 9 novembre 1907 papa San Pio X introdusse l'indulgenza di 300 giorni per ogni invocazione di Nostra Signora di Lourdes. Ciò era segno dell'implicito assenso pontificio alla veridicità delle apparizioni.
Sul versante opposto ci sono la fermezza di Bernadette Soubirous, la convinzione incrollabile del parroco Peyramale (inizialmente scettico), l'adesione dapprima timida e poi sempre più convinta e diffusa dei fedeli, l'indagine e alla fine la dichiarazione formale di autenticità da parte della Chiesa cattolica.
Sempre nell'ambito delle apparizioni mariane, lo stesso schema di adesione/scetticismo e lo stesso atteggiamento delle autorità ecclesiali e statali, si è ripetuto in molti altri casi, tra cui le apparizioni del 1917 a Fatima (Portogallo) ai tre pastorelli Lucia, Giacinta e Francesco. Molti studiosi di mariologia (l'insieme degli studi che tratta delle presunte apparizioni della Madonna, dei messaggi che avrebbe rivolto e delle relative implicazioni teologiche e soteriologiche) affermano che le due grandi manifestazioni di Maria a Lourdes e Fatima avrebbero un comune filo conduttore, essendo una il proseguimento dell'altra.

## Approvazioni pontificie
- Papa Pio IX approvò la venerazione a Lourdes e nel 1870 sostenne la costruzione della cattedrale cui fece numerosi doni. Egli approvò le indulgenze e il 1º febbraio 1876 decretò l'incoronazione della statua della Madonna di fronte al santuario. La cerimonia di incoronazione fu celebrata dal cardinale Meglia il 3 luglio 1876.[18]
- Papa Leone XIII pubblicò nel 1879 la lettera apostolica Parte Humanae Generi in ricordo della consacrazione della nuova cattedrale di Lourdes. Il 21 febbraio 1886 emanò un decreto per l'incoronazione canonica di un'immagine di Lourdes ubicata a Pondicherry, in India. Il rito dell'incoronazione si svolse l'8 maggio 1886.[19] Lo stesso pontefice definì la Basilica di Nostra Signora di Brebières come "La Lourdes del Nord", a causa dell'afflusso di pellegrini e delle guarigioni miracolose legate al sito.

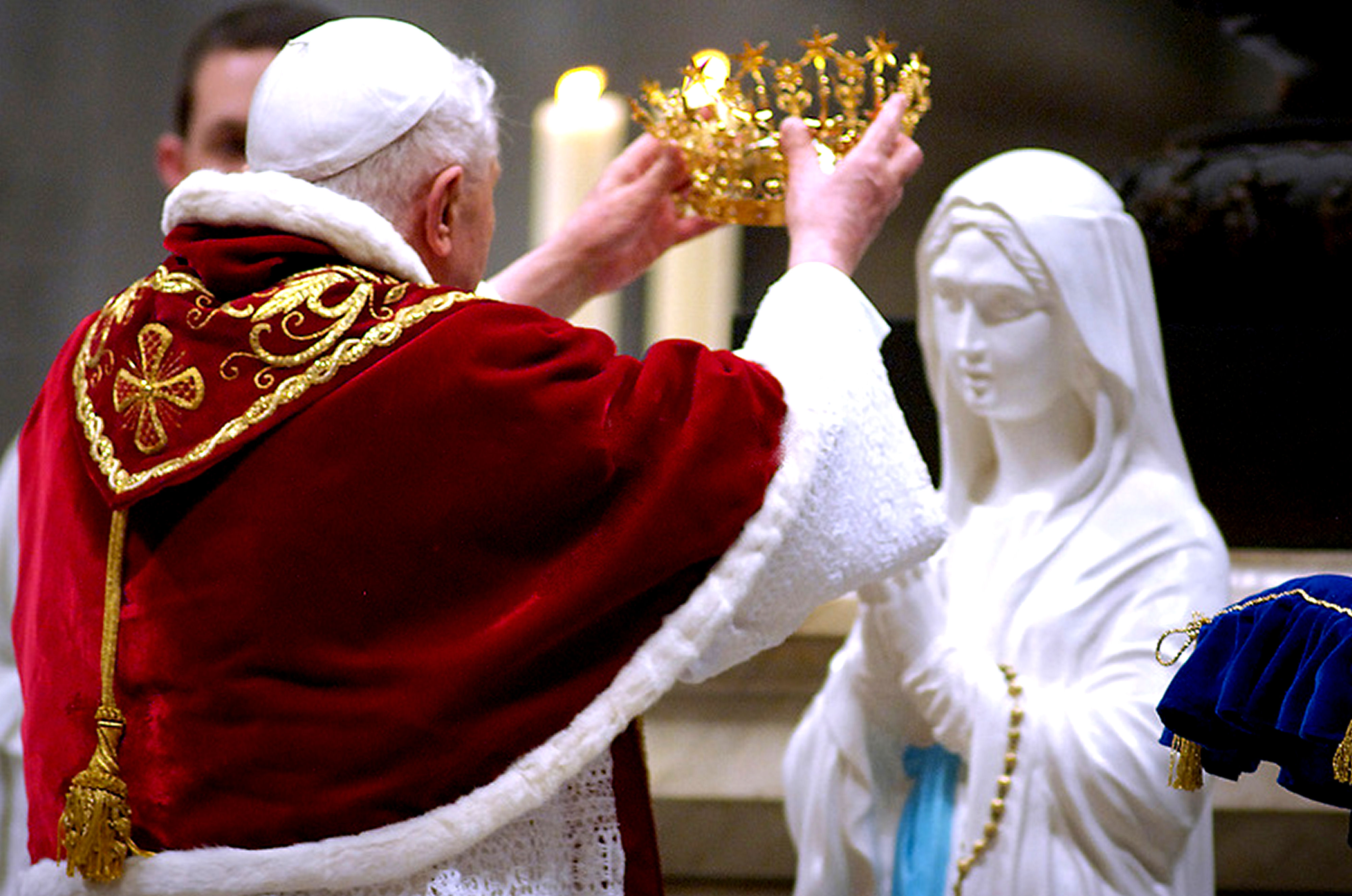
Papa Benedetto XVI pone una corona sulla statua della Madonna di Lourdes per l'indulgenza plenaria concessa ai pellegrini della Giornata Mondiale del Malato (Basilica di San Pietro, 11 febbraio 2007)

- In qualità di Arcivescovo di Bologna, Giacomo della Chiesa (il futuro papa Benedetto XV) organizzò un pellegrinaggio diocesano a Lourdes, chiedendo di venerare Maria in tale luogo.
- Papa Pio X nel 1907 introdusse la festa dell'Apparizione della Vergine Immacolata di Lourdes. Nello stesso anno pubblicò l'enciclica Pascendi Dominici gregis, nella quale ribadiva espressamente il permesso di venerare la Vergine a Lourdes.[20]
- Papa Pio XI beatificò la veggente Bernadette Soubirous il 6 giugno 1925 e la canonizzò nella festa dell'Immacolata Concezione l'8 dicembre 1933, stabilendo che la sua memoria cadesse il 18 febbraio.[21][22] Il 16 luglio 1934 promulgò il decreto Edocemur Admomum, confermando i privilegi di patronato e di incoronazione per un'immagine omonima conservata nella chiesa di San Martino a Stella, in provincia di Savona. Questo documento fu firmato dal cardinale Eugenio Pacelli. Più tardi, nel 1937, il Papa inviò lo stesso cardinale come suo legato a visitare personalmente il santuario di Lourdes.
- Papa Pio XII pubblicò l'enciclica Le pèlerinage de Lourdes in occasione del centenario delle apparizioni.

- In qualità di Arcivescovo di Milano, Giovanni Battista Montini (il futuro Papa Paolo VI) visitò Lourdes.
- Papa Giovanni Paolo II compì tre pellegrinaggi in questo luogo. Il 13 maggio 1992 istituì la Giornata Mondiale del Malato in onore della Madonna di Lourdes.
- Papa Benedetto XVI decretò una nuova incoronazione dell'immagine di Lourdes in occasione della Giornata Mondiale del Malato del 2007. Nel settembre 2008 visitò Lourdes per commemorare il 150º anniversario delle apparizioni mariane.
- il 5 settembre 2019 Papa Francesco concesse l'incoronazione canonica di un'immagine di Lourdes diretta nelle Filippine. L'incoronazione ebbe luogo il 22 agosto 2020.

## L'Immacolata Concezione

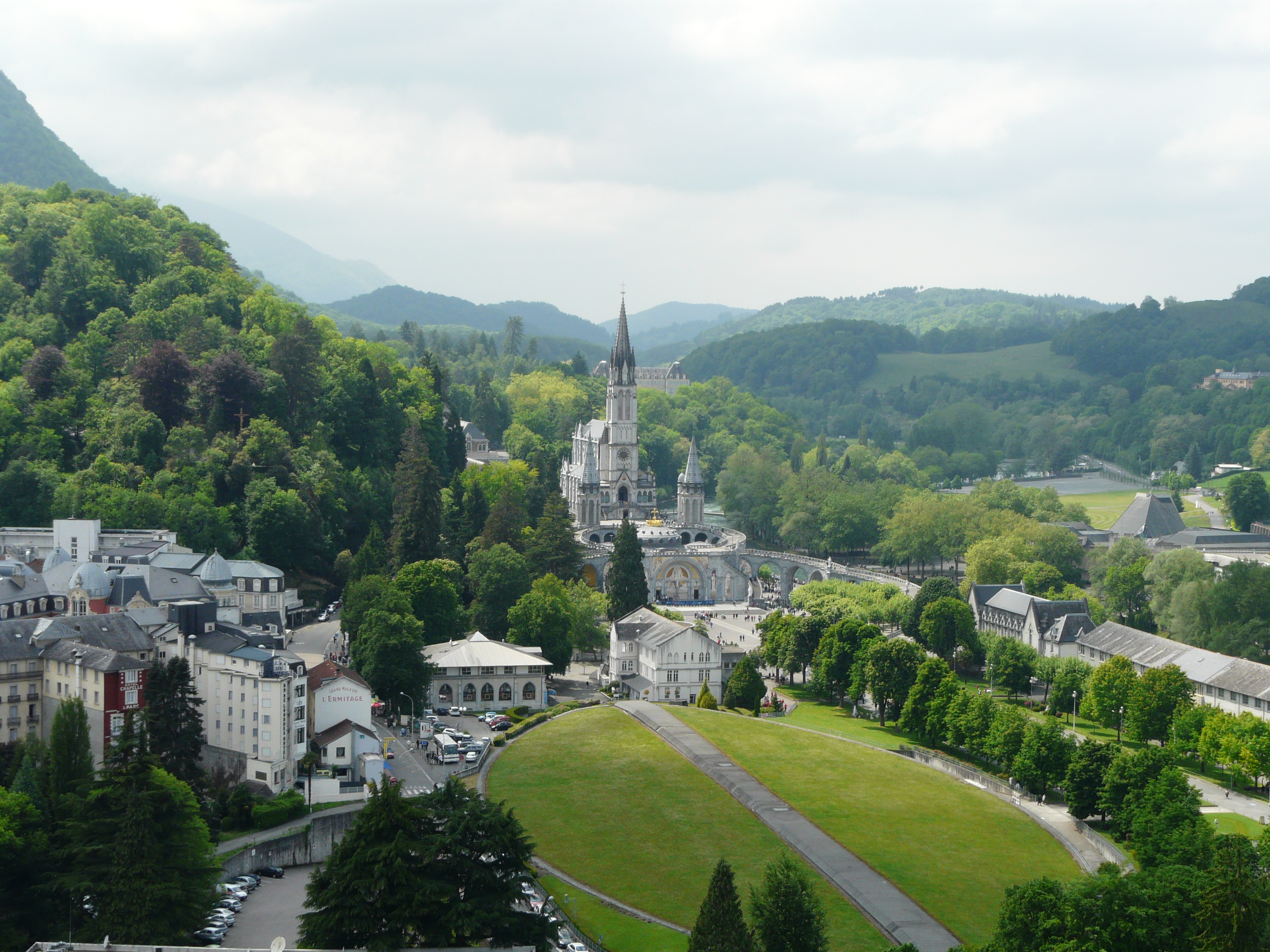
Vista del santuario di Nostra Signora di Lourdes.

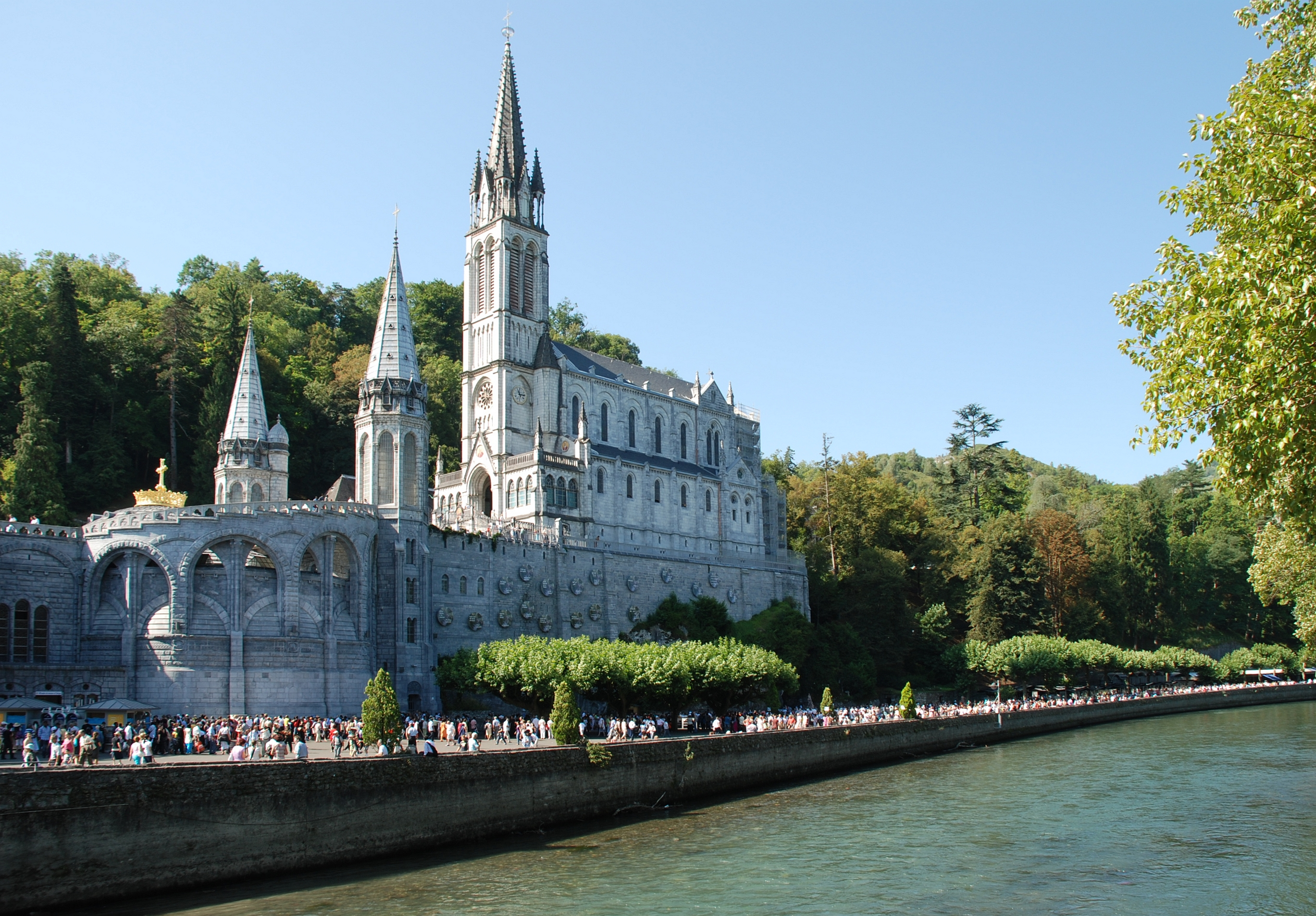
Il Santuario di Nostra Signora di Lourdes.

Bernadette affermò che la "signora" si sarebbe presentata (alla sedicesima apparizione) il 25 marzo 1858 (festa dell'Annunciazione) come l'"Immacolata Concezione". In tutte le apparizioni, la "signora" si era sempre rivolta a Bernadette nell'unico idioma a lei noto, il dialetto guascone. Anche in quell'occasione, la "signora" le rivelò testualmente: "Que soy era Immaculada Councepciou". "Que" è una preposizione enunciativa, intraducibile. "Soy" è la prima persona dell'indicativo presente "essere" (sono). "Era" è l'articolo determinativo (la) , femminile di "eth" (il). Quindi il messaggio si traduce: "Sono l'Immacolata Concezione". 
Bernadette, all'epoca una piccola contadina analfabeta che non aveva neppure frequentato il catechismo, molto probabilmente non conosceva la dichiarazione dogmatica del 1854. Lei stessa raccontò di non sapere il significato di quelle parole e di essere stata capace di riferirle solo perché nel correre a casa le aveva continuamente ripetute tra sé e sé.
Il parroco Peyramale fu dapprima sorpreso per tale espressione, e fu quindi convinto dell'origine divina degli eventi in corso, divenendo un sostenitore dell'autenticità delle presunte apparizioni. Secondo i fedeli quindi la Madonna, con questa autodefinizione, ha confermato l'esatto significato teologico di quanto affermato dal dogma promulgato da Papa Pio IX.
Al contrario l'uso, da parte della ragazza analfabeta, di un'espressione teologica al di fuori delle sue conoscenze, fu interpretato dagli scettici come prova che essa era "manovrata" da qualcuno.

### Il riconoscimento da parte della Chiesa cattolica
Dopo che la commissione di inchiesta ebbe interrogato Bernadette nel 1861, e alla fine dell'esame dell'intera vicenda, il vescovo di Tarbes (alla cui diocesi Lourdes apparteneva), Bertrand-Sévère Laurence, il 18 gennaio 1862 firmò la lettera pastorale nella quale dichiarava:
(Saverio Gaeta,  Lourdes, Edizioni San Paolo, 2017, p.45.)

### La Chiesa e le apparizioni mariane
La Chiesa cattolica considera le apparizioni mariane come rivelazioni private, che non aggiungono nulla di nuovo e di diverso alla fede rivelata, la quale, secondo la Chiesa stessa, deve essere considerata piena e completa in Cristo ad opera degli apostoli. La Chiesa può dare un riconoscimento formale (che per le apparizioni di Lourdes fu dato nel 1862), a condizione che esse non contengano nulla di contrario, e nemmeno di ambiguo e di dubbio, riguardo alla fede rivelata. Tuttavia, riconosciute come tali dopo un prudente giudizio, coloro che le hanno ricevute direttamente debbono senza alcun dubbio inchinarsi con rispetto dinanzi ad esse. I teologi discutono se questa adesione debba essere in essi un atto di fede divina; l'opinione affermativa sembra più accettabile.

## Il santuario

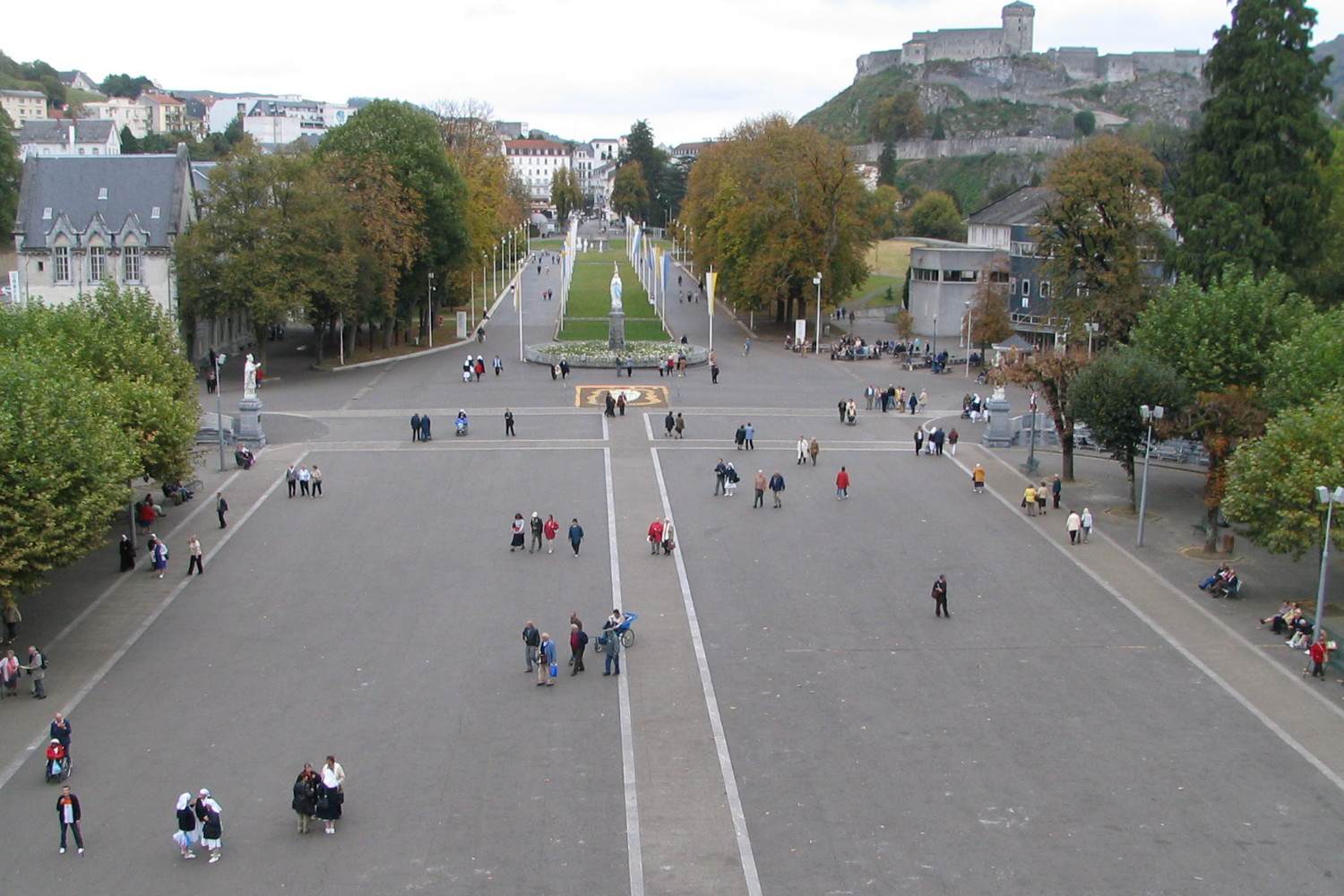
La spianata di fronte alla basilica di N.S. del Rosario.

Sono tre le basiliche principali del santuario di Lourdes; in ordine di data di costruzione e con capienza crescente vi sono: la basilica dell'Immacolata Concezione, la basilica di Nostra Signora del Rosario, posta sotto alla precedente, e la basilica di San Pio X (detta anche basilica sotterranea). La facciata della Basilica del rosario presenta dei mosaici di Marko Ivan Rupnik e del Centro Aletti, raffiguranti i Misteri della Luce. Inaugurati l'8 dicembre 2007, sono stati dedicati a Giovanni Paolo II in occasione dell'apertura del Giubileo per il 150º anniversario delle apparizioni.
Oltre alle tre basiliche, al di là del fiume, davanti alla grotta c'è la tenda e cappella dell'adorazione. La tenda è situata nel fondo della prateria, con l'adorazione dalle ore 9 alle ore 17. La cappella situata nella prateria, sul lato sinistro della chiesa di Santa Bernadette, ha una capienza di 130 persone circa.
Il santuario di Lourdes è particolarmente associato alla speranza di ottenere guarigioni miracolose, ed è pertanto meta di un grande numero di fedeli infermi. In Italia vi sono varie associazioni di volontari, l'UNITALSI, l'OFTAL, l'A.M.A.M.I. (Associazione mariana assistenza malati d'Italia) e lo SMOM (Sovrano militare Ordine Di Malta), che organizzano il trasporto e l'assistenza degli ammalati a bordo di treni e aerei convenientemente attrezzati. Dal 1958 si svolge annualmente il Pellegrinaggio militare internazionale, che riunisce migliaia di fedeli che lavorano in "divisa" al servizio degli altri.

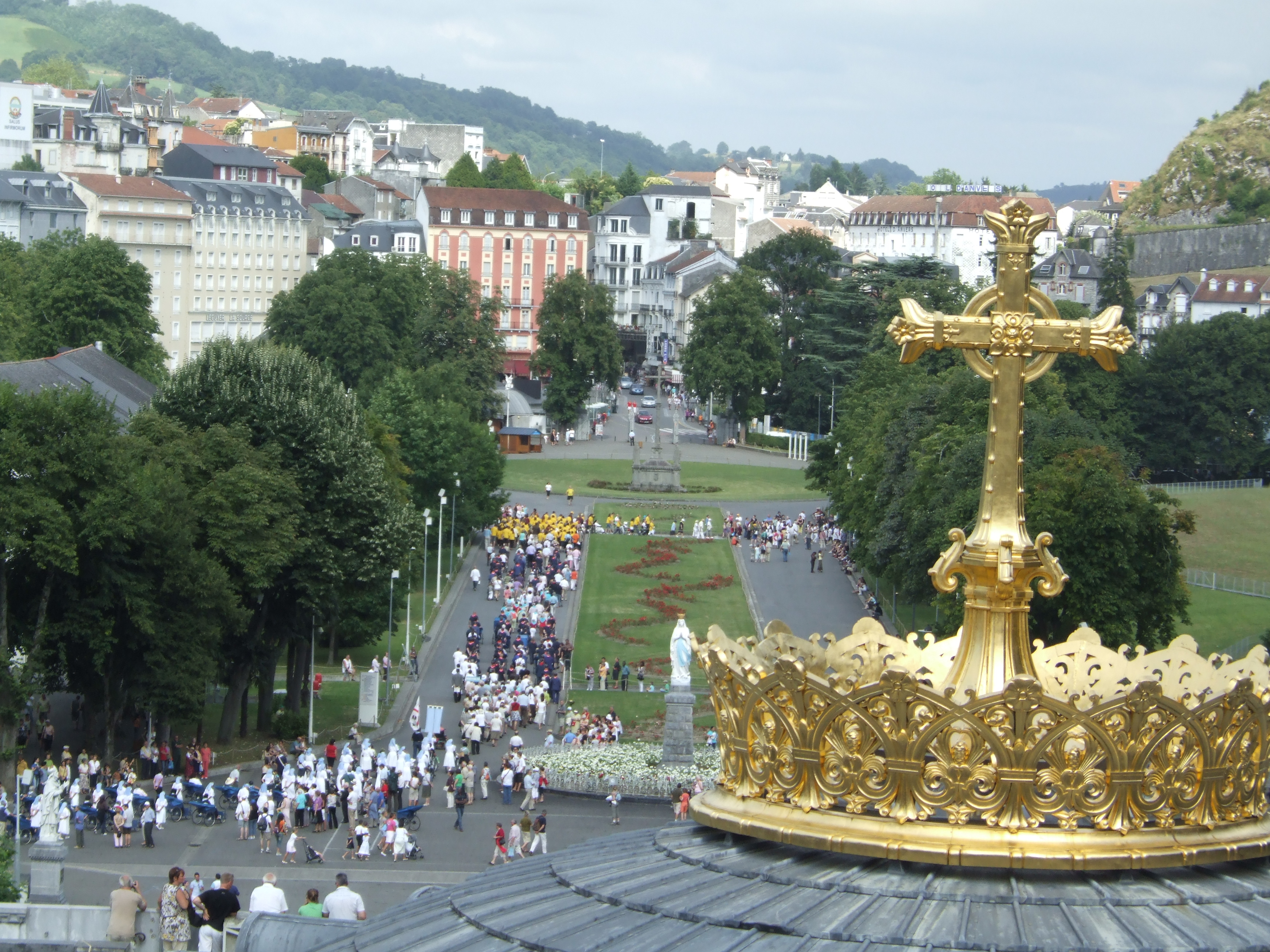
Processione pomeridiana degli ammalati intorno al Santuario.

Secondo i credenti, per invocare la guarigione è particolarmente efficace il rito dell'immersione nelle piscine, appositamente realizzate, riempite con l'acqua che sgorga dalla sorgente presso la grotta delle apparizioni. Le guarigioni però avvengono generalmente al momento della benedizione eucaristica pomeridiana. Per la conferma delle stesse vi è un permanente presidio medico (chiamato bureau médical), con medici di varia provenienza (anche agnostici e atei), chiamati a confermare dal punto di vista scientifico la guarigione. Durante la processione eucaristica i medici seguono sempre il Santissimo Sacramento per constatare immediatamente le guarigioni ottenute. 
La stessa sorgente alimenta anche le fontane dalle quali i pellegrini bevono l'"acqua di Lourdes", riempiendone anche contenitori da portare a casa.
Dal 1905 è in funzione presso il santuario il Bureau médical (ufficio medico), che raccoglie le segnalazioni di presunte guarigioni miracolose per valutarne, attraverso successivi e accurati accertamenti, esclusivamente l'aspetto medico.
Solo alla fine dell'iter medico-legale, che può durare anche anni, eventualmente e per alcuni casi il Bureau trasmette il dossier al vescovo competente per la successiva fase della valutazione canonica, che potrebbe portare (ove ce ne siano le condizioni) alla dichiarazione formale di guarigione miracolosa.
Al 2025 72 casi di guarigione non spiegabili scientificamente sono stati riconosciuti ufficialmente dalla Chiesa cattolica come «miracolosi».
Riguardo alle guarigioni considerate miracolose ebbe a dire Anatole France: «Vedo tante stampelle, ma nessuna gamba di legno», riferendosi agli ex voto lasciati dai pellegrini.
Émile Zola fu altresì testimone delle guarigioni di Marie Lebranchu e Marie Lemarchand, casi riconosciuti in seguito ufficialmente come miracolosi, presentati allo scrittore dal dottor Boissarie, a capo del Bureau médical.
Tuttavia Zola scrisse poi un libro scettico su Lourdes, nel quale tra gli altri fece riferimento, modificandone il nome, ai casi delle due donne, facendole però morire nel racconto.
La distorsione degli eventi fu denunciata pubblicamente da Boissarie.
Secondo la Chiesa cattolica, i miracoli e le guarigioni sono segni della Divina Provvidenza, funzionali alla conversione e alla fede, e non alla semplice risoluzione di problemi di salute.

## Lourdes nei media
Nel 1943 venne tratto il film Bernadette con Jennifer Jones.
Nel 1960 esce il film Il suffit d'aimer con Danièle Ajoret.
Nel 1988 esce il film Bernadette con Sydney Penny e nel 1989 il suo sequel La passione di Bernadette.
Nel 2000 Raiuno trasmise una fiction, Lourdes, diretta da Lodovico Gasparini e interpretata da Angèle Osinski (nella parte della giovane Bernadette), Stefania Rocca e Alessandro Gassmann.
Nel 2009 la regista austriaca Jessica Hausner realizzò il film Lourdes, basato sulla storia di fantasia di una ragazza malata, la cui improvvisa guarigione durante un pellegrinaggio pone il dubbio sull'origine miracolosa dell'evento.
Il film ricevette dall'UAAR il "Premio Brian", l'annuale riconoscimento dell'associazione per i film presentati alla Mostra del Cinema di Venezia che trattino temi attinenti alla cultura laica.
Il film di Hausner fu premiato in quanto dalla narrazione della storia «...risulta un quadro eminentemente umano, a partire dal quale vengono proposti alcuni dubbi radicali in materia di fede».
Nel 2011 esce il film Bernadette - Miracolo a Lourdes con Katia Miran.

## La Giornata mondiale del malato
L'11 febbraio, in coincidenza con la festività liturgica della Madonna di Lourdes, si celebra la Giornata mondiale del malato.